# KWK Gabrowo
KWK Gabrowo – bułgarski męski klub siatkarski z Gabrowa założony w 2006 roku.

## Bilans sezonów
Bilans sezonów od sezonu 2010/2011.
| Sezon           | Rozgrywki ligowe | Rozgrywki ligowe | Puchar      |
| Sezon           | Poziom           | Miejsce          | Puchar      |
| --------------- | ---------------- | ---------------- | ----------- |
| 2010/2011       | Superliga        | 7/12             | 1/8 finału  |
| 2011/2012       | Superliga        | 9/12             | 1/8 finału  |
| 2012/2013       | Superliga        | 2/12             | półfinał    |
| 2013/2014       | Superliga        | 2/12             | ćwierćfinał |
| 2014/2015       | Superliga        | 10/10            | II runda    |
| pierwszy poziom |                  |                  |             |

## Historia
KWK Gabrowo założony został latem 2006 roku. W sezonie 2006/2007 zespół zgłoszony został do III ligi. W 2008 roku awansował do wyższej ligi stanowiącej drugi poziom rozgrywkowy.

## Sukcesy
Mistrzostwa Bułgarii:
- 2013, 2014

## Kadra
Sezon 2013/2014
- Pierwszy trener: Ljubomir Gerasimow
- Asystent trenera: Christo Zaprjanow

| Nr | Imię i nazwisko            | Data ur. | Wzrost | Pozycja      |
| -- | -------------------------- | -------- | ------ | ------------ |
| 1  | Stanisław Petkow           | 1987     | 202    | przyjmujący  |
| 2  | Martin Palijski            | 1989     | 202    | środkowy     |
| 3  | Iwan Wlasew                | 1984     | 202    | środkowy     |
| 4  | Krasimir Gajdarski         | 1983     | 205    | środkowy     |
| 5  | Stojan Wułdżew             | 1989     | 195    | przyjmujący  |
| 6  | Kostadin Gadżanow          | 1986     | 207    | środkowy     |
| 7  | Krasimir Stefanow          | 1977     | 202    | atakujący    |
| 8  | Dobromir Dimitrow          | 1991     | 195    | rozgrywający |
| 9  | Ilijan Georgiew            | 1990     | 201    | przyjmujący  |
| 10 | Nikołaj Kiczukow           | 1992     | 190    | rozgrywający |
| 11 | Minczo Minczew             | 1983     | 198    | atakujący    |
| 12 | Minczo Minczew             | 1988     | 183    | libero       |
| 13 | Atanas Mitew               | 1987     | 185    | libero       |
| 14 | Kostadin Anastasow Stojkow | 1977     | 199    | przyjmujący  |